# Каплацкий, Виктор Иванович
Виктор Иванович Каплацкий (1 августа 1951 — 5 февраля 2011) — советский футболист, полузащитник, позднее защитник; советский и российский тренер женских и детских команд Германии и Москвы.

## Биография
Играл за московский «Локомотив» (1969—1972), смоленскую «Искру» (1973—1974), московское «Динамо» (1975), рижскую «Даугаву» (1975), ярославский «Шинник» (1976—1980). В составе «Локомотива» провёл 9 матчей в высшей лиге в 1969 году. Также выступал за любительские клубы «Подшипник» (Москва) и «Торпедо» (Подольск) и восточногерманский «Айнхайт» (Науэн).
После окончания карьеры игрока занимался тренерской деятельностью. Тренировал женскую сборную ГСВГ (1980—1986); женские футбольные команды «СИМ», «Спартак» Москва, «Чертаново» (1988—1995); команду Турбина Потсдам (1996—2004, ассистент); ДСШ «Герта-Целендорф» Берлин (2004—2005); СДЮШОР «Локомотив-2» (2006—2007).
Закончил Московский областной государственный институт физической культуры.
Скончался 5 февраля 2011 года.

## Достижения
- 1972 г. — Чемпион Европы среди железнодорожников.
- 1989 г. — Вице-чемпионы СССР (женский футбол).
- 1990 г. — Вице-чемпионы СССР (женский футбол).
- 1993 г. — 3-е место чемпионата России.
- 2002—2003 гг. — Вице-чемпионы Германии («Трибуна» Потсдам).
- 2004 г. — обладатели кубка Германии («Трибуна» Потсдам).
- 2004 г. — чемпионы Германии («Трибуна» Потсдам).
- 2004 г. — 5 игроков чемпионки Германии («Трибуна» Потсдам).